# Abracadabra (album Steve Miller Band)
Abracadabra è il dodicesimo album della Steve Miller Band, pubblicato dalla Capitol Records nel 1982. Il disco fu registrato nel 1981 al Capitol Studios di Hollywood (California).

## Tracce
Lato A
1. Keeps Me Wondering Why – 3:43 (Gary Mallaber, Kenny Lee Lewis)
2. Abracadabra – 5:10 (Steve Miller)
3. Something Special – 3:35 (Gary Mallaber, Greg Douglas, Lonnie Turner)
4. Give It Up – 3:35 (Steve Miller)
5. Never Say No – 3:37 (Gary Mallaber, John Massaro, Kenny Lee Lewis)

Lato B
1. Things I Told You – 3:15 (Gary Mallaber, John Massaro)
2. Young Girl's Heart – 3:33 (Gary Mallaber, John Massaro)
3. Goodbye Love – 2:53 (Gary Mallaber, Greg Douglas, Lonnie Turner)
4. Cool Magic – 4:23 (Gary Mallaber, Kenny Lee Lewis)
5. While I'm Waiting – 3:26 (Gary Mallaber, John Massaro)

## Musicisti
- Steve Miller – chitarra, voce
- John Massaro – chitarra
- Kenny Lee Lewis – chitarra
- Byron Allred – tastiere, sintetizzatore
- Gerald Johnson – basso
- Gary Mallaber – batteria, percussioni, tastiere